# Rocca Malatestiana (Verucchio)
Die Rocca Malatestiana, auch Rocca del Sasso, ist eine mittelalterliche Burg auf einem Felsvorsprung des Apennins über Verucchio in der italienischen Region Emilia-Romagna. Sie liegt in der Via Rocca.

## Geschichte
Bereits 1114 gab es an dieser Stelle ein Castrum, also ein befestigtes Lager und es gibt aus dieser Zeit auch erste Spuren der Familie Malatesta, die der Romagna und damit auch Verucchio neue Impulse verlieh.
1353 beauftragte Papst Innozenz IV. den Kardinal Gil Álvarez Carrillo de Albornoz mit der Rückeroberung der Romagna, die wegen der Abwesenheit des Papsttums aus Italien (in der Zeit des Avignonesischen Papsttums) sich der Kontrolle durch die Kirche entzogen hatte. 1355 besiegte Kardinal Albornoz die Malatestas und brachte ihre Besitzungen wieder unter Kontrolle des Kirchenstaates. Allerdings blieb Verucchio unter Verfügung der Malatestas; Galeotto Malatesta wurde zum Vikar des Heiligen Stuhls für die Städte Rimini, Fano und Pesaro ernannt.
Etwa 300 Jahre verblieb die Burg unter der Herrschaft der Malatestas. Sigismondo Malatesta ließ um 1450 die letzte Erweiterung vornehmen.
Zweimal verloren die Malatestas die Siedlung und ihre Burg, einmal wegen der Niederlage von Carlo Malatesta in der Schlacht bei Zagonara 1424, als sie unter den Einfluss der Viscontis gelangte, und zum zweiten Mal definitiv 1462, als Sigismondo Malatesta die Burg nach einer langen Belagerung durch Federico da Montefeltro durch Verrat verlor.
In der Folge gingen Burg und Siedlung durch verschiedene Hände: 1501–1503 gehörten sie Cesare Borgia, 1503–1506 den Venezianern und im 16. Jahrhundert fielen sie zurück an den Kirchenstaat. 1516 vergab sie Papst Leo X. als Lehen an Giovanni Maria Guideo di Domenico Alemanno, einen konvertierten Juden aus Deutschland. Am 21. März 1518 erhielt die Siedlung vom Papst das Stadtrecht.

## Galeriebilder

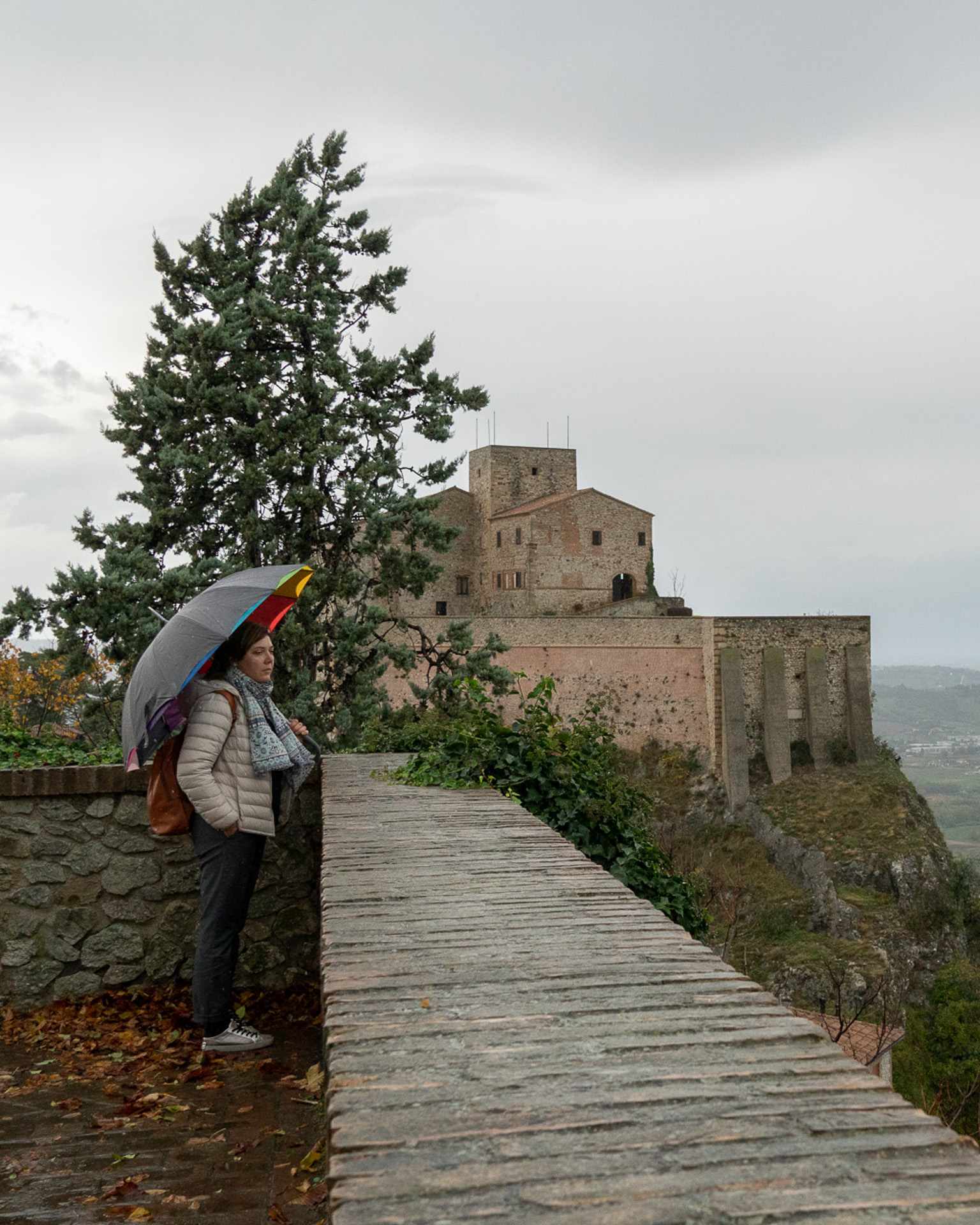
Rocca del Sasso an einem Regentag
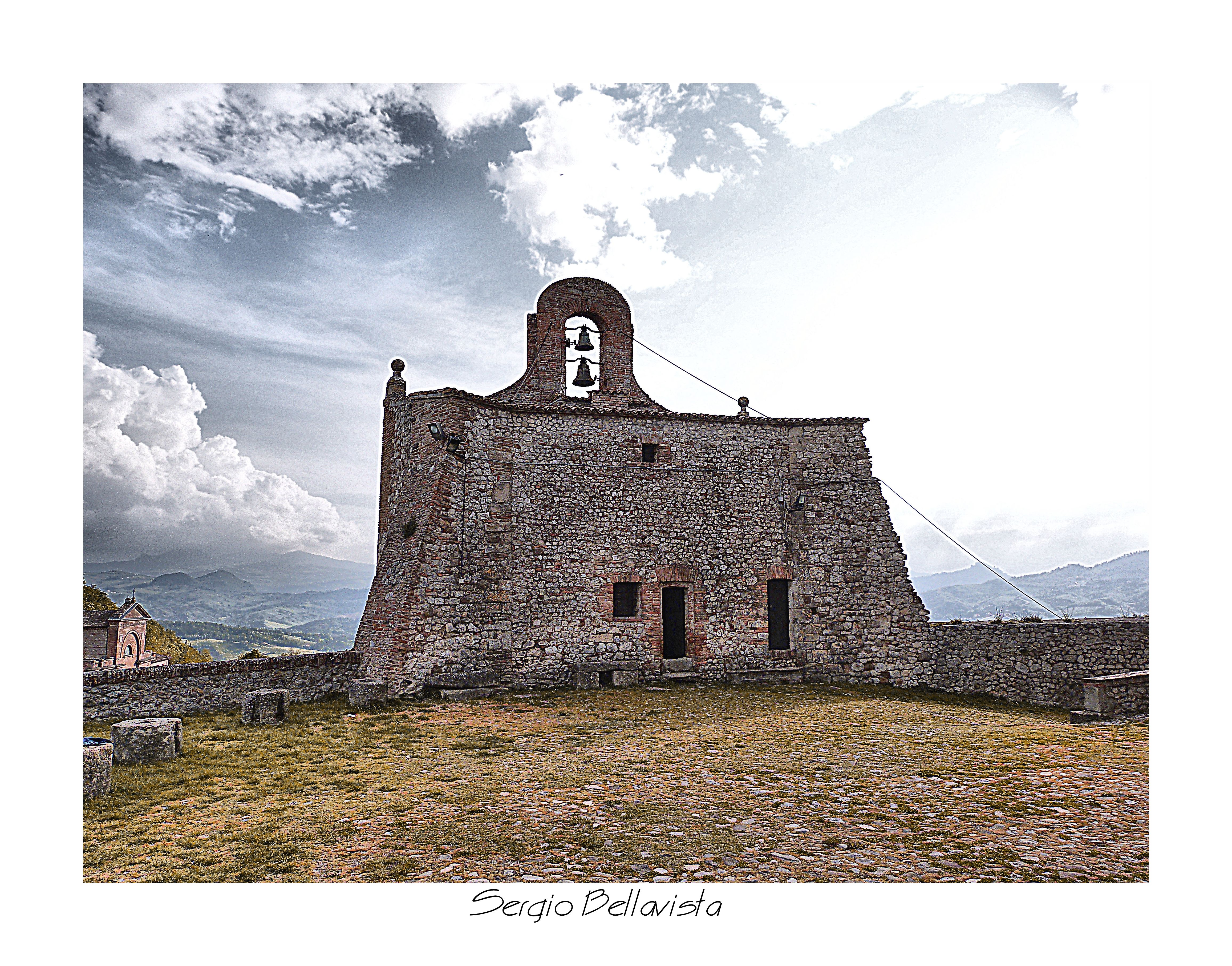
Glockenturm
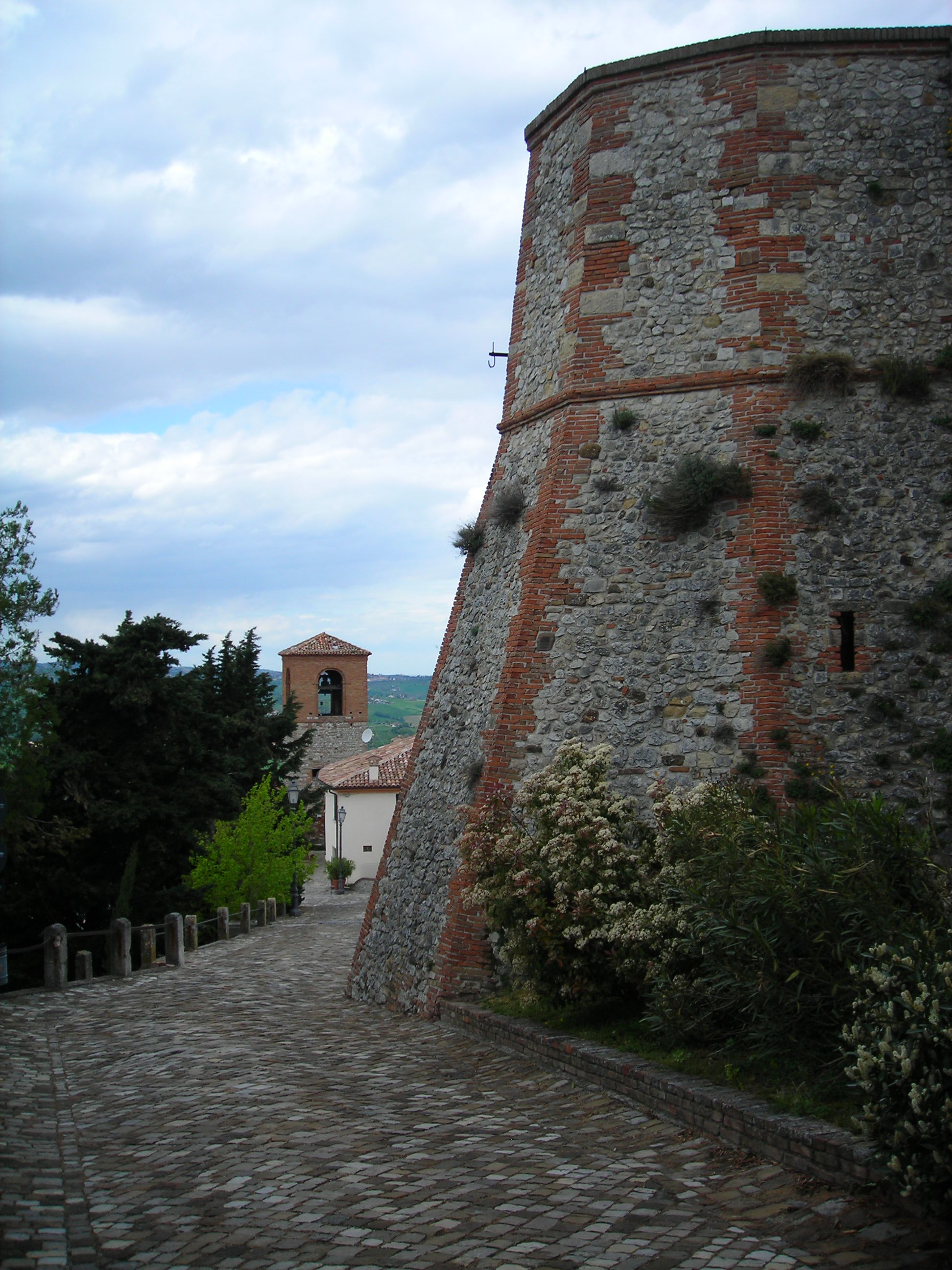
Details des großen Rundturms von Santa Trinità auf der Rocca Malatestiana
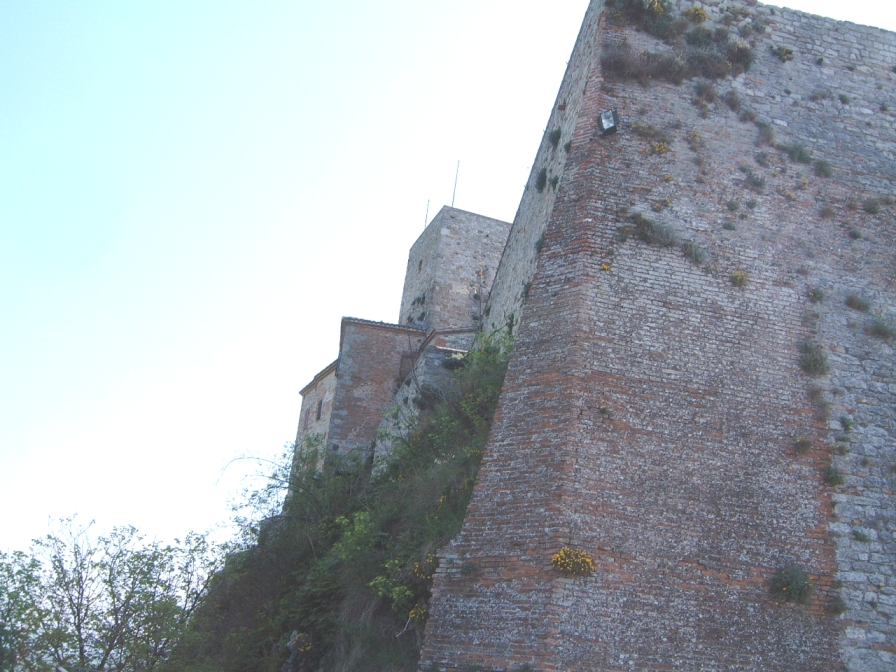
Festungsmauer